# 토머스 프라이드
토머스 프라이드, Thomas Pride, c. 1606/1608년 ~ 1658년 10월 23일은 서머싯주 출신의 양조업자이자 정치 운동가로, 삼왕국 전쟁 중에 의회를 위해 싸웠다. 그는 찰스 1세 처형자 중 한 명이자 1648년 12월 프라이드의 숙청을 주도한 인물로 가장 잘 알려져 있다.

## 개인 정보
토머스 프라이드는 서머싯주 애슈콧에서 지역 상인 윌리엄 프라이드의 아들로 태어났다. 정확한 생년월일은 알려져 있지 않지만, 1622년 1월 시티오브런던 상인의 견습생이 되었는데, 당시 일반적인 견습생 나이가 14세에서 17세 사이였던 점을 감안하면 그는 아마 1606년에서 1608년 사이에 태어났을 것이다.
1629년 7년간의 견습 과정을 마친 직후 그는 또 다른 런던 상인의 딸인 엘리자베스 톰슨과 결혼했다. 1658년 그의 유언장에는 네 명의 아들 토머스, 조지프, 윌리엄, 새뮤얼과 딸 엘리자베스에게 유산이 남겨졌다.

## 경력
프라이드는 양조업자로 사업을 시작했으며, 1640년대 초까지 서리주에 두 개의 양조장을 소유했고, 아마도 에든버러에도 하나를 소유했을 것이다. 그는 또한 런던 훈련 부대의 기수였으며, 1642년 8월 제1차 잉글랜드 내전이 시작되자 로버트 데버루, 제3대 에식스 백작 휘하의 의회파에서 대위로 복무했으며, 결국 대령으로 진급했다. 그는 1648년 프레스턴 전투에서 전공을 세웠고, 그의 연대와 함께 1648년 12월 런던 군사 점령에 참여했으며, 이는 찰스 1세를 재판에 회부하는 첫 단계였다.

## 찰스 1세 재판
다음 단계는 찰스와 타협할 준비가 되어 있다고 여겨지는 장로교와 왕당파 요소를 하원에서 축출하는 것이었다. 이 조치는 군사 회의에서 결정되어 총사령관 페어팩스의 명령으로 대령 프라이드의 연대에 의해 수행되었다. 그는 하원 입구에 서서 손에 명단을 들고 자신에게 지목된 의원들을 체포하거나 추방했다. 약 백 명의 의원이 이렇게 처리된 후, 약 80명으로 줄어든 하원은 왕을 재판에 회부하기 시작했다. 이는 장기의회의 종말과 잔부의회의 시작을 알렸다.
프라이드는 재판관 중 한 명이었고, 왕의 사형 집행 영장에 서명하고 인장을 찍은 찰스 1세 처형자 중 한 명이었다. 그의 문장은 그의 인장에 나타나 있다.

## 이후 경력
프라이드는 1650년 던바 전투와 1651년 우스터 전투에서 올리버 크롬웰 휘하의 보병 여단을 지휘했다. 그는 서리주의 논서치 궁전 영지를 매입했으며, 1655년 서리주 보안관으로 임명되었다.

## 은퇴와 기사 작위
잉글랜드 공화국이 수립되자 그는 크롬웰에게 왕의 존엄성을 부여하자는 제안에 반대하는 것을 제외하고는 정치 참여를 중단했다. 1656년 그는 당시 호국경이었던 크롬웰에게 기사 작위를 받았으며, 겸손한 청원과 조언의 결과로 의회에 추가된 두 번째 하원에 임명되었다.

## 결혼
그는 데번의 포더리지 출신 토머스 멍크의 딸이자 윌리엄 굴드의 딸인 메리 굴드와의 사이에서 태어난 엘리자베스 멍크(1628년생)와 결혼했다. 엘리자베스의 삼촌은 1660년 왕정복고를 통해 찰스 2세에게 왕권을 회복시키는 데 핵심적인 역할을 한 왕당파 장군 제1대 앨버말 공작 조지 멍크 (1608–1670), KG이었다.

## 사망
프라이드는 1658년 서리주의 논서치 궁전의 "대공원"과 우스터 파크 하우스를 매입한 후 그의 집에서 사망했다. 1660년 왕정복고 이후 그의 시신은 크롬웰, 헨리 아이어턴, 존 브래드쇼의 시신과 함께 타이번의 교수대에 매달도록 명령되었지만, 판결은 집행되지 않았다고 전해진다. 아마도 그의 시신이 너무 부패했기 때문일 것이다.

## 참고 문헌
- 마크 노블, The lives of the English regicides. 1798.
- 조지 베이트, The lives, actions, and execution of the prime actors, and principall contrivers of that horrid murder of our late pious and sacred soveraigne, King Charles the First. 1661.
- 토머스 칼라일, 올리버 크롬웰의 편지와 연설[3] 1845.
- 로버트 호지킨슨, Cromwell's Buffoon - The Life and Career of the Regicide Thomas Pride. 2017.